# Marco Nanni
Marco Nanni, detto Marmo (Bologna, 21 luglio 1949), è un bassista italiano, tra i fondatori degli Stadio.
È noto anche per essere stato il bassista negli anni '70 e '80 di Lucio Dalla e, dal 1990 al 2003 degli Skiantos.

## Biografia

### Gli inizi con i Gulp e con Lucio Dalla
Comincia fin da giovanissimo a suonare la chitarra e il sax. Passa al basso, nel 1969, quando entra nel gruppo dei Gulp. Nel '72 è con Jimmy Villotti e Augusto Martelli poi di nuovo con i Gulp, che nel 1973 sono in tour con Mia Martini, ma la svolta arriva quando nel 1974 entra a far parte del gruppo di musicisti di Lucio Dalla, insieme a Giovanni Pezzoli. Il primo album di Dalla in cui sono presenti Pezzoli e Nanni è Automobili del 1976. Nel 1977 appare, a fianco di Dalla, Pezzoli e Jimmy Villotti nel programma televisivo Automobili (trasmesso dal secondo canale della Rai TV). Il 1979 è l'anno di Banana Republic, e a Pezzoli e Nanni si aggiungono Gaetano Curreri, Ricky Portera e Fabio Liberatori, al termine di Banana Republic con la spinta propulsiva di Lucio Dalla si formano gli Stadio.

### Con gli Stadio 1979-1989
Marco Nanni è il bassista dei primi album degli Stadio, da Stadio contenente canzoni come  "Chi te l'ha detto" e "Grande figlio di puttana" inserite nella colonna sonora di Borotalco di Carlo Verdone, a La faccia delle donne,  da Chiedi chi erano i Beatles a Canzoni alla radio. Con gli Stadio, Nanni partecipa a due Festival di Sanremo, nel 1984 con "Allo stadio" e nel 1986 con Canzoni alla radio. Nel 1986 gli Stadio collaborano con Lucio Dalla in occasione di DallAmeriCaruso e nel 1988 in occasione di Dalla/Morandi. Nel 1985 Fabio Liberatori lascia gli Stadio seguito da Ricky Portera nel 1986, così da fine 1986  al 1989, Marco Nanni, Gaetano Curreri e Giovanni Pezzoli, rimangono gli unici componenti originali, a cui si era aggiunto nel 1987 il tastierista Beppe D'Onghia. Il ruolo di Marco Nanni all'interno degli Stadio perde gradualmente importanza, anche con l'arrivo di Roberto Costa, produttore e bassista. Nel libro "Chiedi chi sono gli Stadio" dichiara di essersi sentito estromesso dal lavoro in studio (buona parte del basso di "Canzoni alla radio" è di Roberto Costa) ma resta ancora nei live e nelle apparizioni televisive, finché nel 1989, terminato il tour Dalla-Morandi, decide di abbandonare Stadio e Lucio Dalla. Nel 1990 entra negli Skiantos.

### Con gli Skiantos 1990-2003
Con la band demenziale di Freak Antoni, Marco Nanni aveva già collaborato agli inizi partecipando a una registrazione di Karabigniere Blues quando nel 1990 entra stabilmente nella formazione, collabora ad  album come Signore dei dischi (1992) e Saluti da Cortina (1993) che ottengono un discreto successo. Negli anni 90 ha ancora casuali collaborazioni con Lucio Dalla, ma non lascia gli Skiantos, dove rimane fino al 2003, anno in cui decide di ritirarsi a vita privata.
Nel 2016 partecipa a "Giano", il nuovo album solista di Fabio Testoni, chitarrista degli Skiantos, suonando il basso in Storia furba.

## Vita privata
Sposato con Maira, ha due figli, Teodoro ed Edoardo, anche loro musicisti (nelle band French Kiss: Aloha Beach, Mt. Zuma, con CIMINI e Nicolò Carnesi). Vive fra Bologna e Cesenatico e coltiva la sua passione per le macchinine da collezione.

## Discografia

### Con Lucio Dalla
- 1976 – Automobili
- 1977 – Come è profondo il mare
- 1979 – Lucio Dalla
- 1979 – Banana Republic
- 1980 – Dalla
- 1981 – Q Disc (Lucio Dalla)
- 1983 – 1983
- 1986 – DallAmeriCaruso
- 1988 – Dalla/Morandi
- 1988 – In Europa

### Con Renzo Zenobi
- 1979 – Silvia, ecc.
- 1981 – Telefono elettronico

### Con Antonello Venditti
- 1982 – Sotto la pioggia

### Con Ron
- 1981 – Al centro della musica
- 1983 – Tutti cuori viaggianti

### Con gli Stadio
- 1982 – Stadio
- 1984 – La faccia delle donne
- 1984 – Chiedi chi erano i Beatles
- 1986 – Canzoni alla radio
- 1988 – Canzoni alla Stadio
- 1989 – Puoi fidarti di me

### Con gli Skiantos
- 1990 – Ze best in laiv!
- 1992 – Signore dei dischi
- 1993 – Saluti da Cortina
- 1996 – Skiantologia Vol.1
- 1999 – Doppia dose
- 2002 – La krema (1977-2002)